# Олсен, Морони
Морони Олсен (англ. Moroni Olsen; 27 июня 1889 — 22 ноября 1954) — американский актёр театра и кино, наиболее известный по ролям в фильмах 1940-50-х годов.
К числу наиболее значимых картин с участием Олсена относятся «Жизнь Эмиля Золя» (1937), «Стеклянный ключ» (1942), «Военно-воздушные силы» (1943), «Тридцать секунд над Токио» (1944), «Милдред Пирс» (1945), «Гордость морпехов» (1945), «Дурная слава» (1946), «Жизнь с отцом» (1947), «Источник» (1949), «Самсон и Далила» (1949), «Отец невесты» (1950) и «Длинный, длинный трейлер» (1954).

## Ранние годы и начало карьеры
Морони Олсен родился 27 июня 1889 года в Огдене, штат Юта, младшим из троих детей в семье норвежских эмигрантов. Он вырос в Огдене, где и окончил среднюю школу. Как отмечает историк кино Карен Хэннсберри, «хотя до 13 лет Олсен не видел ни одного спектакля, театр мгновенно пленил его и он решил посвятить жизнь актёрской игре». Сыграв свою первую роль на сцене в старшем классе школы, Олсен затем организовал труппу под названием «Бродяги», которая выступала с одноактными спектаклями перед жителям отделённых поселений округа.
После окончания школы Олсен поступил в Университет Юты в Солт-Лейк-Сити, однако большую часть времени проводил, играя эпизодические роли в местном театре. Позднее он получил диплом драматической школы Леланда Пауэрса при Бостонском театре, после чего вернулся домой, чтобы преподавать искусство сценической речи в одной из школ Огдена.

## Театральная карьера в 1920-30-е годы
Два года спустя Олсен начал работать как актёр и постановщик в системе гастролирующих театров Шатокуа. В 1920 году во время игры в одном из театров Шатокуа, на Олсена обратил внимание режиссёр Морис Браун, взяв его на роль Ясона в свою бродвейскую постановку трагедии «Медея». Вслед за этим Олсен сыграл в таких престижных постановках, как трагедия «Процесс над Жанной д’Арк» (1921), трагедия «Ифигения в Авлиде» (1921), «Великий путь» (1921), «Мистер Фауст» (1922) и комедия «Кандида» (1922).
В 1920-е годы Олсен продолжил заниматься преподаванием актёрского мастерства, возглавив кафедру драмы в Художественной школе Корниш (англ. Cornish School) в Сиэтле. Затем он организовал Антрепризу Морони Олсена (англ. Moroni Olsen Repertory Company), которая с успехом гастролировала по стране в течение почти восьми лет, после чего возглавил театральную школу Леланда Пауэрса в Бостоне.
В 1933 году Олсен возобновил бродвейскую карьеру, добившись признания за исполнение роли Джона Нокса в спектакле «Мария Шотландская» (1933-34, 248 представлений) с Хелен Хейс в главной роли, а позднее сыграв вместе с Кэтрин Корнелл в «Ромео и Джульетте» (1933-34) и «Барретты с Уимпоул-стрит» (1935).

## Карьера в кино в 1935—1954 годах
Как отмечает историк кино Хэл Эриксон, «после нескольких успешных сезонов на Бродвее Олсен пришёл в кино». В 1935 году он подписал контракт с кинокомпанией RKO, дебютировав на большом экране в роли Портоса в приключенческой ленте «Три мушкетёра» (1935), которую Эриксон назвал «самой скучной из всех киноверсий романа», отметив «невдохновляющую игру» исполнителей всех главных ролей, включая Олсена. В том же году он сыграл историческую личность стрелка и предпринимателя по прозвищу Баффало Билл в биографической ленте о снайперше «Энни Окли» (1935) с Барбарой Стэнвик в заглавной роли, а также в посредственном комедийном детективе «Семь ключей к „Болдпейту“» (1935) с участием Джина Рэймонда.
По мнению Эриксона, «хотя многие последующие роли были не на его уровне, Олсен почти всегда превосходил материал». В частности, в посредственной в целом комедии «Мальчики мумии» (1936) Олсен «зажигает экран своим ужасающим образом безумного доктора Стерлинга». В том же году Олсен сыграл в исторической картине Джона Форда на студии RKO «Мария Шотландская» (1936) с Кэтрин Хэпбёрн в заглавной роли, повторив роль лорда Нокса, которую он играл в одноимённой бродвейской постановке.
Как отмечает Хэннсберри, студия RKO продолжала «загружать Олсена работой до конца десятилетия». Он сыграл лейтенанта полиции в судебной мелодраме «Кресло свидетеля» (1936), сенатора — в звёздном романтическом вестерне студии MGM «Золото там, где его найдёшь» (1938), надзирателя — в криминальной мелодраме «Невидимые полосы» (1939), а также адвоката — в мелодраме «Пыль будет моей судьбой» (1939). В последней картине, по словам историка кино Крейга Батлера, Олсен «справляется со сценами в суде с драматической искренностью». В 1939 году Олсен во второй раз в своей карьере сыграл в «Трёх мушкетёрах». На этот раз это была небольшая роль пристава в эксцентрической комедии с Дон Амичи в роли д’Артаньяна и братьями Ритц в роли трёх тупоголовых лакеев, которые вынуждены заменять напившихся до невменяемости мушкетёров.
Как пишет Хэннсберри, «с наступлением 1940-х годов актёр подписал контракт с Warner Bros., показав свою аристократическую осанку в таких популярных исторических фильмах», как «Бригэм Янг» (1940), «Дорога на Санта-Фе» (1940), где Олсен сыграл генерала Роберта Ли, и «Один шаг в раю» (1941), который был номинирован на «Оскар» как лучшая картина. Менее успешными для Олсена были такие «провальные», по словам Хэннсберри, картины, как слабая военная комедия «Три сына при оружии» (1941), музыкальная шпионская пародия «На корабле» (1942) и бессодержательный фильм «Мой любимый шпион» (1942) с руководителем оркестра Кэем Кайзером в главной роли. В том же году в удачном фильме нуар «Стеклянный ключ» (1942) Олсен сыграл сенатора Ральфа Генри, который в надежде завоевать дополнительную поддержку на губернаторских выборах, сближается с влиятельным подпольным авторитетом Полом Мэдвигом (Брайан Донливи), который в свою очередь решает встать на путь прогрессивных реформ. Как пишет Хэннсберри, «амбициозный Генри без всякого стеснения использует Мэдвига в своих целях, говоря своей дочери (Вероника Лейк): „Поддержка Пола будет означать для меня губернаторство. Ты должна быть милой с ним, Джанет, по крайней мере, до конца выборов“». Когда сына Генри находят убитым, подозрение первоначально падает на Пола, однако настоящим виновником преступления оказывается сам сенатор, который случайно убил сына во время ссоры, обвинив его в том, что тот своими аморальными поступками рушит его политическую карьеру. Как отметил Хэннсберри, фильм «получил высокие оценки критики, один из которых назвал его „увлекательным детективом“».
В 1943-44 годах году Олсен сыграл роли второго плана в серии значимых картин, среди них религиозная мелодрама «Песня Бернадетт» (1943) с Дженнифер Джонс в роли крестьянской девушки, которая видит Деву Марию, пропагандистская лента военного времени «Миссия в Москву» (1943), биографическая драма «Мадам Кюри» (1943) с Грир Гарсон в заглавной роли, военный фильм «Тридцать секунд над Токио» (1944), крупнобюджетная приключенческая мелодрама «Женщина-кобра» (1944) и биографический вестерн «Баффало Билл» (1944).
Год спустя он сыграл в комедийной мелодраме со звёздным актёрским составом «Уикенд в Уолдорфе» (1945), который был своеобразным ремейком классической картины «Гранд-отель» (1932), а также в коммерчески успешной послевоенной мелодраме «Гордость морпехов» (1945) с Джон Гарфилдом в роли ослепшего во время войны солдата. Одной из наиболее успешных картин этого года стал фильм нуар Майкла Кёртиса «Милдред Пирс» (1945). Как пишет Хэннсберри, «в это первоклассной работе Олсен сыграл серьёзного детектива, инспектора Питерсона, который расследует убийство мужа главной героини, роль которой исполнила Джоан Кроуфорд». Несмотря на попытку Милдред взять вину за убийство мужа на себя, Питерсон в конце концов докапывается до правды, что убийцей была её дочь. Хотя почти всё внимание и восхищение критики получила игра Кроуфорд, которая за эту роль получила «Оскар», некоторые рецензенты отметили и игру Олсена, который создал образ искусного полицейского. В частности, обозреватель The Hollywood Review назвал его игру «по-настоящему отличной», а Ред Кэнн из Motion Picture Herald пришёл к заключению, что его игра была «особенно сильной».
В 1946 году Олсен сыграл агента секретной службы в шпионском нуаре Альфреда Хичкока «Дурная слава» (1946) с Кэри Грантом и Ингрид Бергман, а также приходского священника в исторической нуаровой мелодраме «Странная женщина» (1946) с Хэди Ламарр, год спустя он появился в приятной комедии с Уильямом Пауэллом «Жизнь с отцом» (1947). В том же году вышел фильм нуар «Одержимая» (1947), где Джоан Кроуфорд сыграла роль медицинской сестры с болезненной страстью по отношению к своему бывшему любовнику, доходящей до безумия и убийства. В больнице психиатр, доктор Эймс (его сыграл Олсен) после осмотра пациентки заключает, что она психически больна, и её излечение будет трудным и мучительным. Фильм получил благоприятные отзывы, главным образом благодаря игре Кроуфорд, которая, по словам журнала Variety, «полностью доминирует в этой картине, затмевая своих выдающихся партнёров». Несмотря на сравнительно небольшую роль Олсена в этой картине, Лоуэлл Е. Ридилингс из Hollywood Citizen-News отметил его «первоклассную» игру, а Гаррисон Кэрролл из Los Angeles Herald-Express включил актёра в свою восторженную оценку «великолепного» актёрского состава фильма. Кэрролл также высоко отозвался и о самой картине, назвав его «мощным фильмом, который оказывает болезное очарование на зрителя».
В фильме «Высокая стена» (1947) Олсен снова играл врача, на этот раз доктора Дэлапа, главу психиатрической лечебницы, куда поступил на лечение Стивен Кенет (Роберт Тейлор), подозреваемый в убийстве собственной жены. Страдая от провалов в памяти после тяжёлой травмы головы, Кеннет не может вспомнить обстоятельства смерти жены, и Данлэп считает, что единственным способом излечить Стивена является операция на мозге, от которой Стивен категорически отказывается. В итоге с помощью врача Энн Лоррисон (Одри Тоттер) Кеннет вспоминает события в ночь убийства, что приводит к выяснению личности настоящего преступника. Критика в целом высоко оценила картину. Как было отмечено в рецензии журнала Variety, «разворачиваясь достоверно и с почти клиническим вниманием к деталям, фильм интересен, энергичен и эффективен на всём протяжении», а современный историк фильма нуар Спенсер Селби назвал эту картину «стильным нуаровым триллером, характерным для конца 1940-х годов». Фильм нуар «Звонить Нортсайд 777» (1948) рассказывает о газетном репортёре Джиме Макниле (Джеймс Стюарт), который берётся за доказательство невиновности Фрэнка Вичека (Ричард Конте), который провёл в тюрьме 11 лет за убийство, которого не совершал. В финале картины Макнил с помощью новейших технологий доказывает невиновность Вичека и убеждает совет по помилованию, который возглавляет Олсен, что Вичека надо выпустить на свободу.
На протяжении нескольких последующих лет Олсен, по словам Хэннсберри, «продолжал сниматься в критически и коммерчески успешных фильмах». Среди них шикарный библейский эпик «Самсон и Далила» (1949) с Виктором Мэтьюром и Хэди Ламарр в главных ролях, военная драма «Спецотряд» (1949) с Гэри Купером, мелодрама «Отец невесты» (1950) и его сиквел «Небольшой дивиденд отца» (1951), где Олсен сыграл свёкра Элизабет Тейлор, вестерн «Одинокая звезда» (1952) с Кларком Гейблом и Авой Гарднер, где Олсен предстал в качестве первого президента Техасской республики Сэма Хьюстона, а также увлекательная биографическая мелодрама «Такова любовь» (1953) о жизни оперного сопрано Грейс Мур.
В возрасте 63 лет Олсен третий раз в карьере работал с материалом на основе романа «Три мушкетёра», сыграв состарившегося Портоса в приключенческой ленте «На острие клинка» (1952), где места знаменитых мушкетёров занимают их дети, среди них с Корнел Уайлд в роли Д’Артаньяна-младшего. Одной из последних киноработ Олсена стала роль Папы Льва I в исторической драме времён Римской империи «Знак язычника» (1954). Позднее в том же году он сыграл в популярной комедии «Длинный, длинный трейлер» (1954) с Люсиль Болл и Деси Арнас. Этот фильм стал для Олсена последним в карьере.

## Актёрское амплуа и оценка творчества
По описанию Эриксона, Олсен был «высоким, крепким, лысеющим актёром с пронзительным взглядом». Как указывает Хэннсберри, Олсена однажды метко описали как актёра, обладающего «сильным, суровым лицом, голосом глубокого и мощного тембра и физическими данными, которые сразу производят впечатление».
По словам Хэннсберри, «известный как один из самых надёжных характерных актёров Голливуда, за свою 35-летнюю карьеру Олсен сыграл более чем в 100 фильмах, где его партнёрами были такие звёзды, как Кларк Гейбл, Джоан Кроуфорд и Спенсер Трейси». Олсен часто играл священнослужителей, врачей и копов, при этом, как добавил Эриксон, «благодаря аристократической осанке и классически поставленному голосу Олсена часто приглашали играть знаменитых исторических личностей». Как написал историк кино Гэри Брамбург, «величественные, пугающие черты Олсена были очень востребованы в 1940-50-е годы, когда он играл коррумпированных злодеев, упрямых инспекторов, серьёзных врачей, энергичных проповедников, влиятельных адвокатов и других значимых людей. Даже его вежливые и где-то дружелюбные персонажи на мгновение вызывали беспокойство».
Олсен сыграл во многих первоклассных фильмах, среди них «Стеклянный ключ» (1942), «Песнь Бернадетт» (1943), «Милдред Пирс» (1945), «Дурная слава» (1946) и «Отец невесты» (1950). Кроме того, его можно увидеть в таких значимых фильмах нуар «Одержимая» (1947), «Высокая стена» (1947) и «Звонить Нортсайд 777» (1948). Как отмечает Хэннсберри, «впечатляющая фильмография актёра служит бесспорным свидетельством его разносторонности, надёжности и таланта».

## Прочая деятельность
В 1937 году Олсен сыграл уникальную для себя роль, став закадровым голосом Волшебного зеркала в классической диснеевской сказке «Белоснежка и семь гномов». Он также обеспечил голос старшего ангела в классической картине «Эта замечательная жизнь» (1946).
На протяжении своей актёрской карьеры Олсен параллельно работал режиссёром и актёром в Театре Пасадины, поставив несколько спектаклей, включая «Первая леди» с Дэной Эндрюсом и «Мы едем, едем, едем» с Робертом Престоном.
Летом 1954 года Олсен приезжал в родной штат для постановки уличных музыкальных праздников в Солт-Лейк-Сити и Огдене, которые рассказывали о заселении Юты первыми поселанцами.

## Смерть
В ноябре 1954 года Олсен проводил репетиции спектакля «Трелавни из Веллса», который через месяц должен был выйти в Театре Пасадины. 22 ноября 1954 года он пожаловался, что чувствует себя «больным и усталым», после чего отправился в свою лос-анджелесскую квартиру, где был обнаружен мёртвым. По заключению коронера, смерть наступила от естественных причин. Согласно современным источникам, Олсен умер от инфаркта. Актёр не был женат, ему было 65 лет.

## Фильмография
| Год  |     | Русское название                  | Оригинальное название           | Роль                                           |
| ---- | --- | --------------------------------- | ------------------------------- | ---------------------------------------------- |
| 1935 | ф   | Три мушкетера                     | The Three Musketeers            | Портос                                         |
| 1935 | ф   | Энни Окли                         | Annie Oakley                    | Уильям «Баффало Билл» Коди                     |
| 1935 | ф   | Семь ключей к «Болдпэйту»         | Seven Keys to Baldpate          | мэр Джим Карган                                |
| 1935 | ф   | Мы всего лишь люди                | We're Only Human                | инспектор Дж.Р. Карран                         |
| 1935 | ф   | Жёлтая пыль                       | Yellow Dust                     | Миссури                                        |
| 1936 | ф   | Фермер в лощине                   | The Farmer in the Dell          | Честер Харт                                    |
| 1936 | ф   | Двое бунтуют                      | Two in Revolt                   | Сайрус Бентон                                  |
| 1936 | ф   | Кресло свидетеля                  | The Witness Chair               | лейтенант Пул                                  |
| 1936 | ф   | М’Лисс                            | M'Liss                          | Джейк                                          |
| 1936 | ф   | Мария Шотландская                 | Mary of Scotland                | Джон Нокс                                      |
| 1936 | ф   | Большое жюри                      | Grand Jury                      | Дэвис, телохранитель Тейлора                   |
| 1936 | ф   | Мальчики мумии                    | Mummy's Boys                    | доктор Эдвард Стерлинг                         |
| 1936 | ф   | Плуг и звёзды                     | The Plough and the Stars        | генерал Коннэлли                               |
| 1937 | ф   | Конец приключения                 | Adventure's End                 | первый помощник Рэнд Хаск                      |
| 1937 | ф   | Манхэттенская карусель            | Manhattan Merry-Go-Round        | Джонатан (в титрах не указан)                  |
| 1937 | ф   | Последний гангстер                | The Last Gangster               | детектив Дэнни О’Ши (в титрах не указан)       |
| 1937 | ф   | Жизнь Эмиля Золя                  | The Life of Emile Zola          | капитан Гунье (в титрах не указан)             |
| 1937 | ф   | Конец приключения                 | Adventure's End                 | первый помощник Рэнд Хаск                      |
| 1938 | ф   | Золото там, где ищешь             | Gold Is Where You Find It       | сенатор Хёрст                                  |
| 1938 | ф   | Похищенный                        | Kidnapped                       | Дуглас                                         |
| 1938 | ф   | Патрулирующая подводная лодка     | Submarine Patrol                | капитан флота                                  |
| 1938 | ф   | Кентукки                          | Kentucky                        | Джон Диллон                                    |
| 1938 | ф   | Этот определённый возраст         | That Certain Age                | партнёр Фуллертона (в титрах не указан)        |
| 1938 | ф   | Мария Антуанетта                  | Marie Antoinette                | бородатый вождь народа (в титрах не указан)    |
| 1939 | ф   | Отдел убийств                     | Homicide Bureau                 | капитан Хейнс                                  |
| 1939 | ф   | Не для протокола                  | Off the Record                  | судья ювенального суда                         |
| 1939 | ф   | Три мушкетера                     | The Three Musketeers            | пристав                                        |
| 1939 | ф   | Роза с Вашингтон-сквер            | Rose of Washington Square       | майор Бак Расселл                              |
| 1939 | ф   | Кодекс разведки                   | Code of the Secret Service      | монах                                          |
| 1939 | ф   | Сюзанна с гор                     | Susannah of the Mounties        | суперинтендант Эндрю Стэндинг                  |
| 1939 | кор | Билль о правах                    | The Bill of Rights              | королевский губернатор Данмор                  |
| 1939 | ф   | Пыль будет моей судьбой           | Dust Be My Destiny              | Слим Джонс, адвокат                            |
| 1939 | ф   | Восстание в Аллеганах             | Allegheny Uprising              | Калхун                                         |
| 1939 | ф   | Это правда – вы не правы          | That's Right - You're Wrong     | Джонатан «Дж.Д.» Форбс                         |
| 1939 | ф   | Баррикада                         | Barricade                       | шанхайский исполнительный редактор             |
| 1939 | ф   | Невидимые полосы                  | Invisible Stripes               | начальник тюрьмы                               |
| 1940 | ф   | Братец крыса и ребенок            | Brother Rat and a Baby          | майор Терри                                    |
| 1940 | ф   | Вирджиния-Сити                    | Virginia City                   | Камерон                                        |
| 1940 | ф   | Если бы я мог поступить по-своему | If I Had My Way                 | мистер Блэр                                    |
| 1940 | ф   | Бригэм Янг                        | Brigham Young                   | Док Ричардс                                    |
| 1940 | ф   | К востоку от реки                 | East of the River               | судья Р.Д. Дэвис                               |
| 1940 | ф   | Дорога на Санта-Фе                | Santa Fe Trail                  | Роберт Е. Ли                                   |
| 1941 | кор | Уважай закон                      | Respect the Law                 | доктор Уолтер Террисс                          |
| 1941 | ф   | Жизнь с Генри                     | Life with Henry                 | Сильванус К. Саттервейт                        |
| 1941 | ф   | Три сына при оружии               | Three Sons o' Guns              | Филипп Тэлбот                                  |
| 1941 | ф   | Пикирующий бомбардировщик         | Dive Bomber                     | старший хирург в Сан-Диего                     |
| 1941 | ф   | Один шаг в раю                    | One Foot in Heaven              | доктор Джон Ромер                              |
| 1941 | ф   | Они живут опасно                  | Dangerously They Live           | мистер Гудвин                                  |
| 1942 | ф   | Нацистский агент                  | Nazi Agent                      | Бреннер                                        |
| 1942 | ф   | Закатный Джим                     | Sundown Jim                     | Эндрю Барр                                     |
| 1942 | ф   | Мой любимый шпион                 | My Favorite Spy                 | майор Аллен                                    |
| 1942 | ф   | Стеклянный ключ                   | The Glass Key                   | Ральф Генри                                    |
| 1942 | ф   | Снова вместе в Париже             | Reunion in France               | Поль Гребо                                     |
| 1942 | ф   | Миссис Уиггс из огорода           | Mrs. Wiggs of the Cabbage Patch | доктор Олкотт                                  |
| 1942 | ф   | На корабле                        | Ship Ahoy                       | инспектор Дэвис                                |
| 1943 | ф   | Военно-воздушные силы             | Air Force                       | полковник Блейк                                |
| 1943 | ф   | Миссия в Москву                   | Mission to Moscow               | полковник Феймонвилл                           |
| 1943 | ф   | Нас никогда не захватывали        | We've Never Been Licked         | комендант                                      |
| 1943 | ф   | Мадам Кюри                        | Madame Curie                    | президент делового совета (в титрах не указан) |
| 1943 | ф   | Песня Бернадетт                   | The Song of Bernadette          | капеллан (в титрах не указан)                  |
| 1944 | ф   | Али Баба и 40 разбойников         | Ali Baba and the Forty Thieves  | халиф Хасан                                    |
| 1944 | ф   | Баффало Билл                      | Buffalo Bill                    | сенатор Фредеричи                              |
| 1944 | ф   | Женщина-кобра                     | Cobra Woman                     | Макдональд                                     |
| 1944 | ф   | Роджер Туи, гангстер              | Roger Touhy, Gangster           | Райли                                          |
| 1944 | ф   | Тридцать секунд над Токио         | Thirty Seconds Over Tokyo       | генерал (в титрах не указан                    |
| 1945 | ф   | Гордость морпехов                 | Pride of the Marines            | капитан Барроуз                                |
| 1945 | ф   | За городскими огнями              | Behind City Lights              | Кёртис Холбрук                                 |
| 1945 | ф   | Милдред Пирс                      | Mildred Pierce                  | инспектор Питерсон                             |
| 1945 | ф   | Уикэнд в отеле «Уолдорф»          | Week-End at the Waldorf         | гостиничный детектив Блейк                     |
| 1945 | ф   | Не отгораживай меня               | Don't Fence Me In               | Генри Беннетт, он же Гарри Бенсон              |
| 1945 | ф   | Долина решимости                  | The Valley of Decision          | Ричард Кейн (в титрах не указан)               |
| 1946 | ф   | Ночь в раю                        | Night in Paradise               | высокопоставленный священник                   |
| 1946 | ф   | Стены рухнули                     | The Walls Came Tumbling Down    | епископ Мартин                                 |
| 1946 | ф   | Ранчо мальчиков                   | Boys' Ranch                     | судья Хендерсон                                |
| 1946 | ф   | Дурная слава                      | Notorious                       | Уолтер Бёрдсли                                 |
| 1946 | ф   | Странная женщина                  | The Strange Woman               | священник, отец Тэтчер                         |
| 1946 | ф   | Эта замечательная жизнь           | It’s a Wonderful Life           | старший ангел (голос, в титрах не указан)      |
| 1947 | ф   | Начало конца                      | The Beginning or the End        | доктор Артур Х. Кромптон                       |
| 1947 | ф   | Длинная ночь                      | The Long Night                  | шеф полиции Боб Макманус                       |
| 1947 | ф   | Одержимая                         | Possessed                       | доктор Эймс                                    |
| 1947 | ф   | Жизнь с отцом                     | Life with Father                | доктор Хамфриз                                 |
| 1947 | ф   | Черное золото                     | Black Gold                      | Дон Толанд                                     |
| 1947 | ф   | Эта девушка из Хагена             | That Hagen Girl                 | Трентон Гейтли                                 |
| 1947 | ф   | Высокая стена                     | High Wall                       | доктор Филипп Данлэп                           |
| 1948 | ф   | Звонить Нортсайд 777              | Call Northside 777              | председатель совета по помилованию             |
| 1948 | ф   | В центральном парке               | Up in Central Park              | Большой Джим Фиттс                             |
| 1948 | ф   | Командное решение                 | Command Decision                | конгрессмен Стоун                              |
| 1949 | ф   | Источник                          | The Fountainhead                | председатель                                   |
| 1949 | ф   | Спецотряд                         | Task Force                      | адмирал Эймс                                   |
| 1949 | ф   | Самсон и Далила                   | Samson and Delilah              | Таргил                                         |
| 1950 | ф   | Отец невесты                      | Father of the Bride             | Герберт Данстэн                                |
| 1951 | ф   | Небольшой дивиденд отца           | Father's Little Dividend        | Герберт Данстэн                                |
| 1951 | ф   | Без лишних вопросов               | No Questions Asked              | Генри Мэнстон                                  |
| 1951 | ф   | Командование подводной лодки      | Submarine Command               | вице-адмирал Джошуа Райс                       |
| 1951 | ф   | Оплата по требованию              | Payment on Demand               | Арнольд Бартон (в титрах не указан)            |
| 1952 | ф   | Одинокая звезда                   | Lone Star                       | Сэм Хьюстон                                    |
| 1952 | ф   | На кончике шпаги                  | At Sword's Point                | Портос                                         |
| 1952 | ф   | Вашингтонская история             | Washington Story                | спикер                                         |
| 1952 | с   | Я люблю Люси                      | I Love Lucy                     | судья                                          |
| 1953 | ф   | Женись на мне снова               | Marry Me Again                  | мистер Кортни                                  |
| 1953 | ф   | Длинный, длинный трейлер          | The Long, Long Trailer          | мистер Тьюитт                                  |
| 1954 | ф   | Знак язычника                     | Sign of the Pagan               | Папа Лев I                                     |
| 1954 | с   | Театр от «Дженерал Электрик»      | General Electric Theater        |                                                |
| 1954 | с   | Декабрьская невеста               | December Bride                  | лейтенант полиции Морган                       |
| 1955 | с   | Залы из плюща                     | Halls of Ivy                    | Вандерлип                                      |